# Contea di Wuping
La contea di Wuping (武平县S, WǔpíngP) è una contea della Cina, situata nella provincia del Fujian.